# Mike Hammer
Mike Hammer es un personaje de ficción creado por el autor estadounidense Mickey Spillane en el libro I, the Jury (Yo, el jurado), llevado al cine en 1952 y 1982.
Varias películas y programas de radio y televisión se han basado en los libros de la serie de Hammer. El actor que más se ha identificado con el personaje en años recientes ha sido Stacy Keach, quien recreó a Hammer en la serie de televisión de la CBS Mike Hammer, de Mike Spillane, la cual se emitió desde 1984 hasta 1987 y se revivió en 1997 hasta 1998. Las versiones anteriores fueron interpretadas por Darren McGavin como Hammer. El mismo Spillane interpretó el papel de Hammer en una adaptación para el cine en 1963 de The Girl Hunters. También fue interpretado por Ralph Meeker en Kiss Me Deadly (1955).
Mientras que otros detectives de ficción como Sam Spade y Philip Marlowe eran cínicos, Hammer representa de muchas maneras el arquetipo del «hombre duro»: es brutalmente violento, machista y totalmente cargado de una ira genuina que nunca afecta a los demás personajes.
Mike Hammer es un investigador privado que lleva una Colt .45 M1911 apodada «Betsy» en una sobaquera izquierda. Su amor a su secretaria Velda es solo superado por su intención de eliminar a un asesino. El mejor amigo de Hammer es Pat Chambers, capitán del escuadrón de homicidios del departamento de policía de Nueva York.
Hammer también es patriota y anticomunista. Las novelas hacen mención de Hammer apoyando el envío de tropas a Corea y Vietnam. En Una noche solitaria, cuando Hammer escucha a los comunistas en el parque su reacción ante la propaganda comunista es un sarcástico «Sí...».
En cuanto a la violencia, las novelas de Hammer no dejan nada a la imaginación. Escritas en primera persona, Hammer describe sus encuentros violentos con extremo realismo. En casi todas las novelas, las víctimas de Hammer quedan vomitando después de un golpe al estómago o a la entrepierna.
En el obituario de Spillane en el Washington Times dice:

Es similar a Harry el Sucio, de Clint Eastwood. Hammer fue un cínico solitario inconforme con el tedioso proceso de los sistemas legales, escogiendo mejor tomar la ley en sus propias manos.
Mickey Spillane

## Novelas
- I, The Jury (1947)
- My Gun is Quick (1950)
- Vengeance Is Mine! (1950)
- One Lonely Night (1951)
- The Big Kill (1951)
- Kiss Me, Deadly (1952)
- The Girl Hunters (1962)
- The Snake (1964)
- The Twisted Thing (1966)
- The Body Lovers (1967)
- Survival... Zero! (1970)
- The Killing Man (1989)
- Black Alley (1997)

## Series de televisión
Existen cuatro series de televisión basadas en el personaje de Mike Hammer.
- Mickey Spillane's Mike Hammer (1958 - 1960 ; protagonizada por Darren McGavin)
- Mickey Spillane's Mike Hammer (enero de 1984 - enero de 1985 ; protagonizada por Stacy Keach)
- The New Mike Hammer (septiembre de 1986 - mayo de 1987; protagonizada por Stacy Keach)
- Mike Hammer, Private Eye (septiembre de 1997 - junio de 1998 ; protagonizada por Stacy Keach)

## Películas
- I, the Jury (United Artists, 1953)
- Kiss Me Deadly (United Artists, 1955)
- My Gun Is Quick (United Artists, 1957)
- The Girl Hunters (Colorama Features, 1963)
- I, the Jury (20th Century Fox, 1982)
- Come Die With Me (Fox, 1994)
- Mike Hammer: Song Bird (2003)

## Cómic
Una pequeña serie de cómic protagonizados por Mike Hammer fue distribuida por Phoenix Features Syndicate desde 1953 hasta 1954. Fue titulada como Desde los archivos de... Mike Hammer y escrita por Spillane, Ed Robbins y Joe Gill, con dibujos de Ed Robbins. En 1980 se editó una serie de colección.

## Mike Hammer en otros medios
- Un audiolibro de la versión de la novela Black Alley, leída por el actor Stacy Keach fue lanzada por Penguin Audio en noviembre de 1996.
- Las novelas de Hammer fueron referenciadas en varias ocasiones en la serie Star Trek: Deep Space Nine. Odo y Miles O'Brien son fanes.
- El filme The Hebrew Hammer hace referencia directa a Mike Hammer.
- La serie de televisión japonesa Detective Mike empieza con un joven detective llamado «Jama Maik» (pronunciación japonesa de Mike Hammer).
- Mike Hammer es mencionado en la película argentina El secreto de sus ojos, por el personaje del inspector Báez (José Luis Gioia). Algunos espectadores confunden a Mike Hammer con Sledge Hammer, el personaje protagónico de una serie policial de los años '80, y dado que la escena de la película está ambientada en 1974, los espectadores que confunden a ambos Hammer pueden llegar a creer (equivocadamente) que están presenciando un error de anacronismo.[cita requerida]
- Mike Hammer es mencionado en el capítulo VII de la novela de 1956 de Ian Fleming, del personaje James Bond, "Diamantes para la eternidad". Se describe textualmente a un gánster «a lo Mike Hammer».